# کونچوی
کونچوی (به صربی: Končulj) یک منطقهٔ مسکونی در صربستان است که در بوجانوواچ واقع شده‌است. کونچوی ۱۳٫۸۶ کیلومتر مربع مساحت و ۱٬۳۰۶ نفر جمعیت دارد و ۵۲۰ متر بالاتر از سطح دریا واقع شده‌است.